# 스페인 배구 국가대표팀

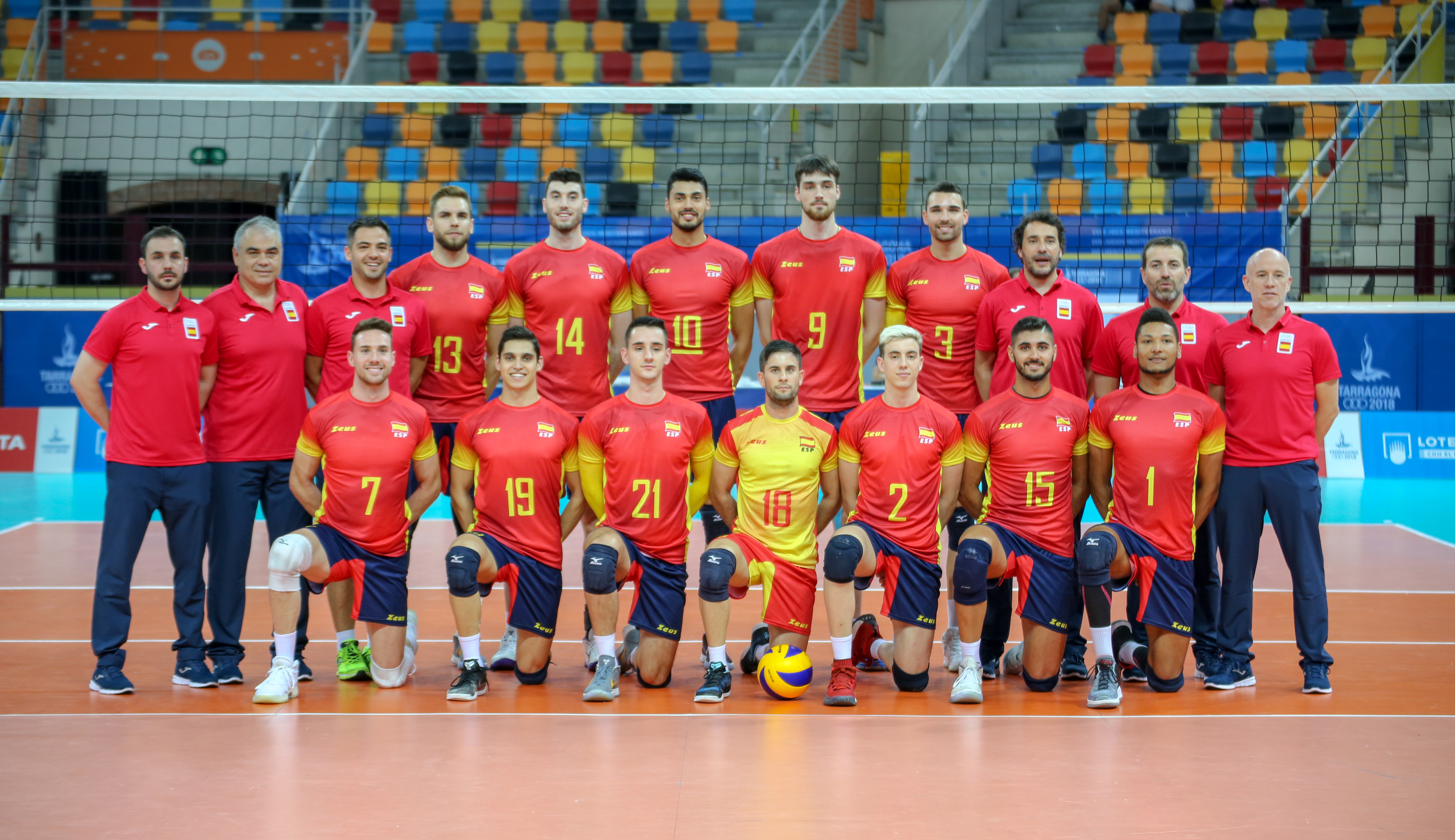

스페인 배구 국가대표팀(스페인어: Selección de voleibol de España)은 스페인을 대표하여 국가대항전에 참가하는 배구 국가대표팀으로 스페인 왕립 배구 연맹에 의해 운영된다.